# Gerhard Waibel
Gerhard Waibel (17 december 1958) is een Duits voormalig motorcoureur. Hij is viervoudig Grand Prix-winnaar in het wereldkampioenschap wegrace. Zijn broer Alfred is eveneens voormalig motorcoureur.

## Carrière
Waibel kende veel motorsportsuccessen in het Duits kampioenschap wegrace, waarin hij vijf titels won. In 1983 en 1984 werd hij kampioen in zowel de 80 cc- als 125 cc-klasse, en in 1986 werd hij wederom 80 cc-kampioen.
In 1979 debuteerde Waibel in de 50 cc-klasse van het wereldkampioenschap wegrace op een Kreidler. Hij wist direct zijn eerste race, de Grand Prix van Duitsland, te winnen. Hiermee werd hij de jongste 50 cc-winnaar ooit. In de rest van het seizoen scoorde hij nog vierde plaatsen in Spanje en Joegoslavië en werd zo met 31 punten vierde in het kampioenschap, achter Eugenio Lazzarini, Rolf Blatter en Patrick Plisson. In 1980 behaalde hij zijn beste resultaat met een zevende plaats in België en werd hij met 7 punten twaalfde in de eindstand.
In 1981 stapte Waibel binnen het WK wegrace over naar de 125 cc-klasse, waarin hij vijf races op een MBA reed. Een vijfde plaats in Oostenrijk was zijn beste resultaat en hij werd met 12 punten vijftiende in het klassement. In 1982 was een vijfde plaats in Tsjecho-Slowakije zijn hoogste klassering en werd hij met 19 punten veertiende. In 1983 reed hij op een Seel-MBA en was een vierde plaats in de TT van Assen zijn beste resultaat. Met 22 punten werd hij twaalfde in het kampioenschap.
In 1984 reed Waibel een dubbel programma in het WK wegrace; in de 125 cc reed hij op een MBA, terwijl hij in de nieuwe 80 cc-klasse uitkwam op een Seel. In de 125 cc behaalde hij enkel een WK-punt met een tiende plaats in de Grand Prix der Naties, waardoor hij op plaats 23 eindigde. In de 80 cc kende hij meer successen. Hij eindigde in Oostenrijk en Duitsland op het podium, voordat hij de seizoensfinale in San Marino wist te winnen. Met 61 punten werd hij vijfde in de eindstand. In 1985 reed hij enkel in de 80 cc. Hij begon het seizoen op een Seel, waarop hij een podiumplaats behaalde in Duitsland, maar na twee races stapte hij over naar een Real-Seel. Met 35 punten werd hij opnieuw vijfde in het klassement.
In 1986 keerde Waibel binnen de 80 cc terug naar een Krauser. Hij eindigde iedere race in de top 10 en won de seizoensfinale in Baden-Württemberg. Met 51 punten werd hij voor het derde achtereenvolgende seizoen vijfde in het kampioenschap. In 1987 won hij zijn laatste Grand Prix in Duitsland. Vervolgens behaalde hij podiumplaatsen in Oostenrijk, Groot-Brittannië, Tsjecho-Slowakije en Portugal. Met 82 punten werd hij achter Jorge Martínez en Manuel Herreros derde in de eindstand.
In 1988 keerde Waibel terug naar de 125 cc-klasse van het WK wegrace, waarin hij op een Honda reed. Hij behaalde zijn beste resultaten met twee vijfde plaatsen in de TT van Assen en de Grand Prix van Frankrijk. Met 52 punten werd hij tiende in de rangschikking. In 1989 reed hij vijf races, waarin hij enkel tot scoren kwam met een tiende plaats in Duitsland. Met 6 punten eindigde hij op plaats 35 in het klassement. Na dit jaar nam hij afscheid als motorcoureur.